# Mare de Tizi
Das Mare de Tizi (auch Lac Tizi, oder Tisi) ist ein nicht permanenter See in der Präfektur Vakaga im Norden der Zentralafrikanischen Republik.

## Beschreibung
Der See bildet die Grenze zum Tschad, etwa einen Kilometer westlich des Dreiländerecks mit dem Sudan. Der See ist 6 km lang und 0,5 km breit. Er entwässert über einen Nebenarm des Bahr Aouk in den Schari.
Da der Lauf des Aouk in diesem Bereich unklar ist, wählte man den See als Grenze, der ein gutes natürliches Hindernis darstellt.